# عسلة كندية
العسلة الكندية (باللاتينية: Lonicera canadensis) نبات زينة متسلق ينتمي إلى جنس العسلة من الفصيلة الخمانية.

## البيئة والانتشار
موطنها شمال شرق الولايات المتحدة وجنوب شرق كندا.

## الوصف النباتي
نبات معمر نفضي ومتسلق ارتفاعه من متر إلى مترين. الساق أسطوانية بنية لا تتقشر.
يزرع عادة قرب الأسوار والأسيجة.